# San Salvador Huixcolotla
San Salvador Huixcolotla è una municipalità dello stato di Puebla, nel Messico centrale, il cui capoluogo è la località omonima.
Conta 13.541 abitanti (2010) e ha una estensione di 23,85 km². 	 	
Il nome Huixcolotla significa luogo delle spine in lingua nahuatl, mentre la prima parte è in onore del Salvatore.